# Gira que gira
«Gira que gira» es una canción interpretada por la cantante y compositora mexicana Lynda, que se desprende de su álbum debut de estudio Lynda (1996). Este fue lanzado como primer sencillo de dicho material discográfico por EMI Music México en junio de 1996 y cuyo tema con el cual se empezó a dar a conocer en el ámbito musical.

## Promoción
La canción también formó parte de los 90's Pop Tour junto con otros éxitos más de la cantante y de otros artistas y grupos musicales que marcaron esta década.

## Vídeo musical
Se muestra a la cantante cantando en un escenario con varios atuendos y fondos de colores por cuadrados. Fue lanzado a la plataforma de videos de YouTube en 2009 como la mayoría de todos sus vídeos musicales.

## Posicionamiento en listas
| Lista (1996)   | Posición |
| -------------- | -------- |
| México Top 100 | 44       |